# L'Éléphant de la mémoire
L'Éléphant de la mémoire est une sculpture monumentale inaugurée le 15 juin 1989 à Lille pour la célébration du bicentenaire de la Révolution par le Conseil général du Nord. À l'intérieur de l'œuvre est aménagée la plus petite salle publique de cinéma au monde et la plus chère au mètre carré (coût du projet : 1 M€ en 1989)

## Origines

### Origines napoléoniennes

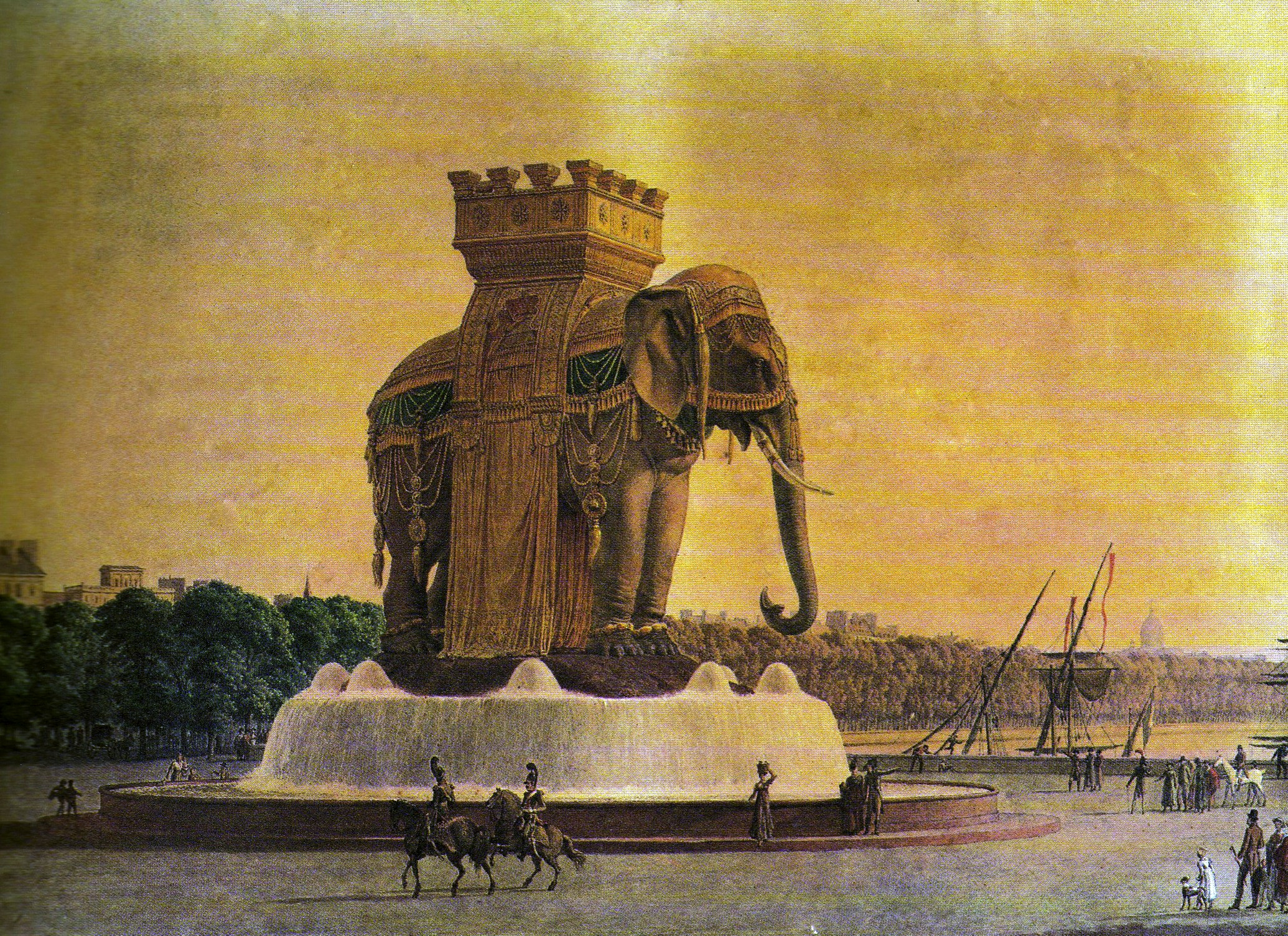
La fontaine de l'éléphant, projet d'Alavoine (vers 1813-1814). Il s'agit probablement de la vue exposée au Salon de 1814, ou d'une lithographie en couleur de celle-ci (Paris, musée Carnavalet).

L’éléphant de la Bastille est un projet napoléonien de fontaine parisienne destinée à orner la place de la Bastille. Alimentée par l'eau de l'Ourcq acheminée par le canal Saint-Martin, cette fontaine monumentale devait être surmontée de la statue colossale d'un éléphant portant un howdah en forme de tour.
Confiée après 1812 à l'architecte Alavoine, sa réalisation fut remise en cause par la chute de Napoléon avant d'être abandonnée, après la Révolution de 1830, au profit de la colonne de Juillet. Seuls les infrastructures, le bassin et le socle de cette fontaine furent réalisés entre 1810 et 1830, ainsi qu'une maquette en plâtre grandeur nature.

### Victor Hugo, les misérables et Gavroche
À l'occasion de la démolition de la maquette, en juillet 1846, l'écrivain et pair de France Victor Hugo en récupéra un morceau de charpente. Il préparait alors un roman, intitulé Jean Tréjean puis Les Misères, dans lequel il fit de la maquette décrépite le logement de fortune du jeune Gavroche, ce qui est d'ailleurs peu vraisemblable à l'époque servant de toile de fond au récit. Après l'avoir délaissé au profit de ses activités politiques lors de la Seconde République, Hugo n'acheva qu'en 1861 Les Misérables. C'est surtout cette œuvre romanesque, parue en 1862, qui a assuré la postérité de l'animal de plâtre jusqu'à nos jours. Hugo a tiré parti de cette scène pour y confronter les deux personnages surhumains de son roman, le Napoléon du peuple et le Dieu de miséricorde.

### Origines du Bicentenaire de la Révolution
À la suite de l’appel à candidature lancé par le président de la République pour la célébration du bicentenaire de la Révolution française, les architectes Agence Huet (mandataire) et Patrice Neirinck, OTH NORD bureau d’études proposent au Conseil général du Nord de retravailler sur l’éléphant de la Bastille de l’architecte Jean-Antoine Alavoine et de réaliser l’Eléphant de la Mémoire en hommage à Gavroche.
Le département du Nord, gestionnaire des Collèges, situé au cœur du pays des géants paraissait la collectivité la plus à même de monter ce projet.
Ce projet itinérant (propagation des idées révolutionnaires), accueillait en son «ventre», une projection audio visuel contre le travail des enfants dans nos sociétés.

## Budget et controverses
Le coût et l'usage font polémiques y compris lors du départ de Bernard Derosier de la présidence du Conseil général du Nord en 2011.
La puissante fédération du Parti socialiste avec des personnages tels que Pierre Mauroy, Bernard Derosier, Martine Aubry a-t-elle voulu concrétiser, imager l'Idiotisme : Éléphant du parti socialiste dans une telle œuvre.
D'un coût initial de 7 millions de Francs; un million d'euros, il est racheté pour l'euro symbolique par la Communauté d'agglomération du Douaisis en 2014.

## Dimensions
Réalisé par la société Haligon de Brie-Comte-Robert, l'éléphant est en quatre modules plus une tour d'accès à l'intérieur. Elle-même constituée de trois éléments en acier boulonné. Construit sur base de deux plateaux de semi-remorques pour être itinérant et assemblé pour former une structure au sol de 12 m par 8 m.
L'éléphant, par lui-même est construit en quatre modules, le ventre et pattes ; le dos et la tête ; la trompe et le panier assemblé autour d'une armature en acier IPN et tubes carrés couverte en résine polyester stratifiée de 12 mm d'épaisseur, il a pour dimensions 13 m de haut, 11 de long, 4,30 de large, 37 m2 de superficie. Cet éléphant est surmonté d’un palanquin conçu comme un lieu d’animation et d’exposition.
Six semi-remorques et une grue de 25 tonnes  sont nécessaires à son déplacement par morceaux de 17 tonnes.

## Périple

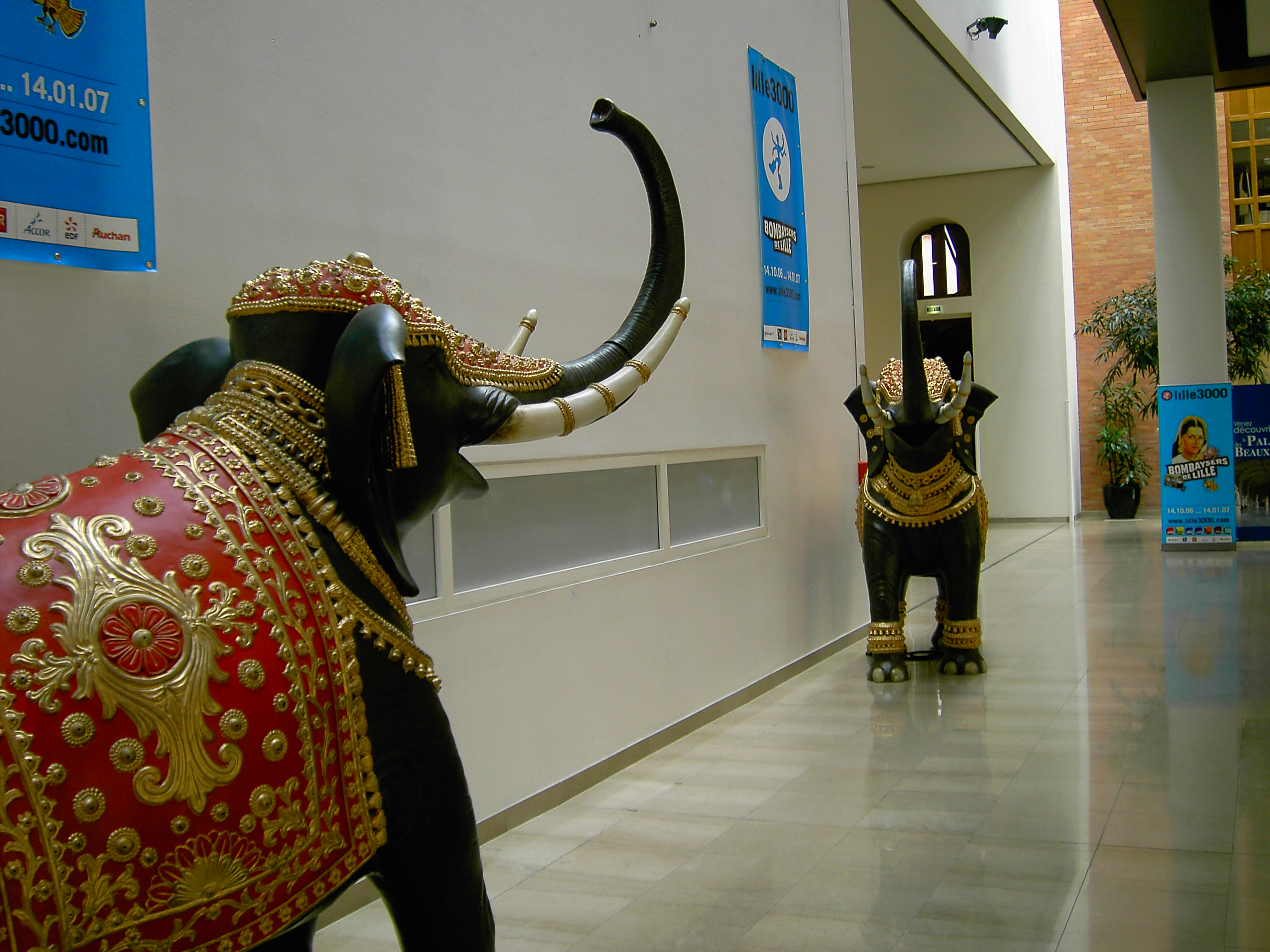
éléphants à la mairie de lille - Lille 3000

### Bicentenaire de la Révolution et expositions
- Il sillonna les principales villes du Département du Nord ainsi que les villes de Paris, Bruxelles et Charleville Mézières.
- En 2004 Lors de Lille 3000 le thème de l'éléphant est repris avec l'Inde.

### D'Arenberg à Maubeuge
- Depuis 1997 Il n'est pas retourné au Cimetière des éléphants mais dans un des bâtiments de la Fosse Arenberg de Wallers pour y être stocké dans l'attente d'un usage ou d'un acheteur[6].
- Le projet d'accueillir l'éléphant de la Mémoire en 2015 au Musée archéologique Arkéos de Douai est proposé en 2014[7]. Devant les couts associés à l'installation du pachyderme dans la parc archéologique, le projet est annulé en 2015, la ville de Maubeuge acceptant alors d'installer l'éléphant de la Mémoire sur son zoo[8].

- La ville de Maubeuge a proposé d'installer en 2016 l'éléphant de la Mémoire sur son zoo[8]. Le projet n' pas abouti et la sculpture est actuellement (2021) entreposée sur la friche minière de Wallers.

## Eugène-François Vidocq

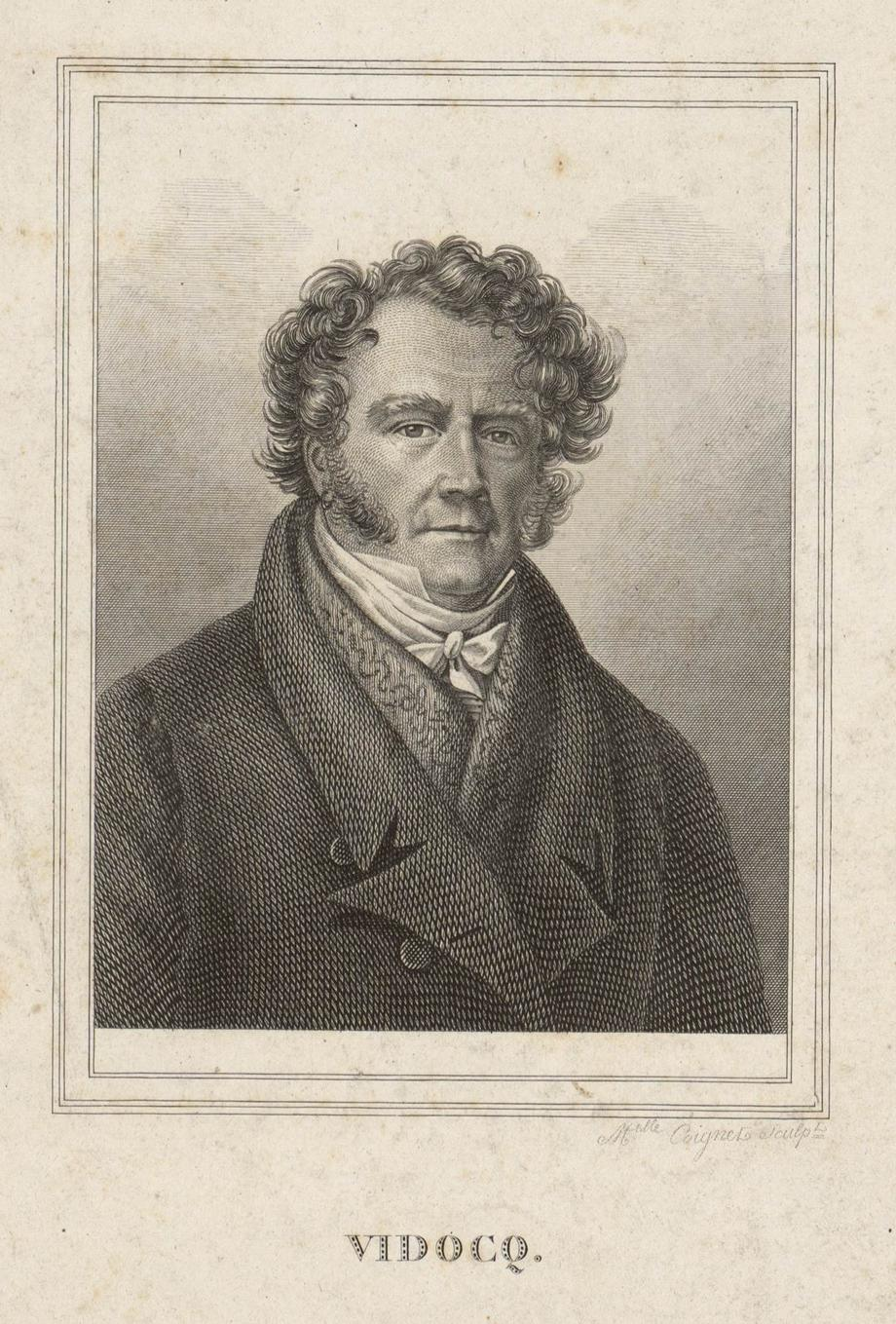
Vidocq.
Portrait par Marie-Gabrielle Coignet.

Eugène-François Vidocq, est le 27 décembre 1796, condamné par le tribunal criminel de Douai à huit ans de travaux forcés pour « faux en écritures publiques et authentiques ». Puis  François Vidocq et César Herbaux, son co-accusé, sont exposés pendant six heures sur un échafaud qui sera pour cet effet dressé sur la place publique de Douai avant d'être incarcérés.
Incarcérés ils tentent l'évasion par la Scarpe mais c'est un échec. Une nouvelle tentative avec une fausse clé est un succès.Vidocq est repris, réincarcéré à Douai d'où il s'évade à nouveau.
Par la suite il deviendra  forçat évadé du bagne, puis chef de la police de sûreté, la future préfecture de police de Paris.
Victor Hugo s'inspire des figures de son époque pour camper ses personnages. Les Mémoires de Vidocq, parues en 1828, qui inspirèrent à Balzac le personnage de Vautrin, semblent se retrouver en partie dans les deux personnages antagonistes que sont Jean Valjean et Javert. Le premier correspond à Vidocq l'ancien forçat et le second à Vidocq, chef de sûreté de la préfecture de Police. C'est, du moins, une observation faite par de nombreuses études,,. Cependant, Victor Hugo ne reconnaîtra jamais l'influence de Vidocq sur la création de ces personnages.
Cependant la prison de Vidocq à Douai est toujours visible et se situe à deux pas du projet d'installation de l'éléphant de la Mémoire au  Musée archéologique Arkéos. Elle rappelle la maquette que Victor Hugo réalisa  en 1846 du logement de fortune du jeune Gavroche, dans un morceau de charpente récupéré lors de la démolition de l’éléphant de la Bastille.

## Aménagement d'une salle de projection et records
En son «ventre», se trouve une salle de projection audio visuelle, prévue à l'origine pour dénoncer le travail des enfants dans nos sociétés.
Cette salle de projection est la plus petite salle publique de cinéma au monde.
Elle possède également l'une des plus petites cabines de projections de cinéma, d'après le Livre Guinness des records, le record étant actuellement détenu par le Café de Port de l'Île-Tudy (Finistère) depuis 1993.

## Filmographie
- Quand l'amour s'en mêle de Jérémy Michalak